# Ernst Larson
Ernst Henrik Larson, född 21 september 1885 på Brevens bruk i Askers församling, Örebro län, död 5 april 1941 i Visnums församling, Värmlands län,var en svensk bergsingenjör, industriman och kommunalpolitiker. Han var bror till Ivar, Uno och John Larson. .
Larson, som var son till bruksägare Oscar Larson och Helena Karlsson, var efter mogenhetsexamen i Uppsala 1903 elev vid bergsskolan i Filipstad 1904–1905, ingenjör vid Hallstahammars AB 1905–1908 och avlade diplomingenjörsexamen vid Bergakademie i Berlin och 1912. Han var ingenjör vid A. Borsig, Berg- und Hüttenverwaltung (Borsigwerk) i Oberschlesien, 1912–1916, vid Freistädter Stahl- und Eisenwerke AG i Freistadt 1916–1918, disponent för Guldsmedshytte AB 1918–1923 (styrelseledamot 1919–1927), disponent och verkställande direktör för Smedjebackens Valsverks AB 1923–1938 (styrelseledamot från 1923), styrelseledamot i Morgårdshammars Mekaniska Verkstads AB från 1924 och i Järnverksföreningen från 1926.
Larson var ledamot av kommunalfullmäktige i Smedjebackens köping 1927–1938 (vice ordförande från 1934) och av kommunalnämnden där 1927–1938. Han var styrelseledamot i Halmstads Järnverks AB från 1927, i Järnbruksförbundet från 1936 och fullmäktig i Jernkontoret från 1938. Han var ägare av och disponent för Björneborgs järnverk från 1938 och styrelseledamot där från 1939.